# Yoshizumi Keita
Keita Yoshizumi (sinh ngày 24 tháng 4 năm 1973) là một cầu thủ bóng đá người Nhật Bản.

## Sự nghiệp câu lạc bộ
Keita Yoshizumi đã từng chơi cho Yokohama Flügels.